# Grootsnuitkathaai
De grootsnuitkathaai (Apristurus nasutus) is een vis uit de familie van de Pentanchidae en behoort derhalve tot de orde van roofhaaien (Carcharhiniformes). De vis kan een lengte bereiken van 70 centimeter. 

## Leefomgeving
De grootsnuitkathaai is een zoutwatervis. De vis prefereert diep water en komt voor in de Grote en Atlantische Oceaan op dieptes tussen 400 en 925 meter. 

## Relatie tot de mens
De grootsnuitkathaai is voor de visserij van geen belang. In de hengelsport wordt er weinig op de vis gejaagd. 